# Falcone (Italia)
Falcone (Farcuni o Faccuni in siciliano) è un comune italiano di 2 801 abitanti della città metropolitana di Messina in Sicilia.

## Geografia fisica
Situato tra capo Tindari e il promontorio di Milazzo, il comune di Falcone si affaccia sul Tirreno a nord ed ha come sfondo a sud la Rocca di Novara, a sua volta posta nella zona di confine tra i monti Nebrodi e Peloritani. Il territorio si presenta pianeggiante a nord e collinare a sud, dove si erge il monte Giglione a sovrastare tutto il territorio. Confina a sud con i comuni di Montalbano Elicona e di Tripi, a est con quello di Furnari, dal quale è separato dal torrente "Arancia" e ad ovest con Oliveri dal quale è separato dal torrente "Elicona". Sempre ad est è attraversato da un altro piccolo torrente chiamato "Felice".
L'area pianeggiante è occupata dal centro urbano che si sviluppa in direzione est-ovest lungo la SS.113, proprio ad ovest inizia la frazione di Sant'Anna divisa in due dalla stessa SS.113 e dall'Autostrada A20. Risalendo in direzione sud troviamo la frazione di Belvedere che si estende fino al confine con il comune di Tripi.

## Storia
Non si hanno notizie specifiche di Falcone nell'antichità, ma il ritrovamento di una necropoli preistorica, risalente al III millennio a.C. nei pressi della contrada “Giglione”, rende evidente il fatto che il territorio sia stato abitato in epoche remote. Si suppone che la sua fondazione risalga, così come quella di Oliveri, alla distruzione della città di Tindari. Del resto la contrada di Falcone e il feudo di Oliveri appartennero sempre ad unico proprietario. Ad ulteriore riprova di questo risulta che fino al 1857 il feudo di Falcone apparteneva al comune di Oliveri: nel 1854 il villaggio di Falcone con circa 200 abitanti sarebbe dovuto passare sotto il controllo amministrativo del comune di Furnari, ma l'avversione del comune di Casale Nuovo, l'odierna Basicò, e le richieste del comune di Oliveri per evitare l'elevamento a comune del territorio di Falcone portarono, di fatto, tre anni più tardi alla scissione dal comune di Oliveri e alla formazione di un comune autonomo. Falcone rimase comunque legato a Furnari come diocesi fino al 1906, anno in cui venne costruita la chiesa madre in onore di san Giovanni Battista.
Fino alla prima metà dell'Ottocento gran parte della popolazione risiedeva nella frazione di Casino, oggi chiamata Belvedere: qui esisteva una fortezza risalente agli anni 1038 - 1043 in seguito adibita a carcere del Castello di Oliveri. Ad oggi è ancora possibile vedere i resti delle mura perimetrali e del pozzo al centro del cortile interno. In seguito allo sviluppo della pesca iniziò il popolamento dell'attuale centro abitato che occupa l'area pianeggiante del territorio. Oltre alla già citata chiesa madre di San Giovanni Battista, esistono altre due chiese: quella della SS. Immacolata Concezione, risalente al 1850, nella frazione di Belvedere, e la piccola chiesa di Sant'Antonio sempre a Falcone.
Nel corso del Novecento Falcone vide ampliare le infrastrutture del suo territorio: alla già esistente stazione ferroviaria, si affianca lo svincolo autostradale dell'A20 Palermo-Messina nei pressi della frazione Sant'Anna e in più dal raddoppio della stessa linea ferroviaria che tuttavia non prevede nuove fermate all'interno del territorio comunale.
Falcone è stato colpito in diverse occasioni da calamità naturali di una certa importanza: a cominciare dalle alluvioni degli anni venti e degli anni sessanta, causate dalla rottura degli argini del fiume Elicona, chiamato anche Oliveri. In seguito si ebbe il terremoto del 1978 che danneggiò parte del centro abitato ed infine l'alluvione del dicembre 2008, causata dallo straripamento del torrente Felice. Quest'ultima ha compromesso notevolmente la debole economia locale, infatti tonnellate di fango si sono riversate nel centro cittadino e nella parte a ridosso del Monte Giglione della frazione di Sant'Anna.

### Simboli
Nello stemma, di forma ovale, è raffigurato un falcone posato su di un'ancora, con sullo sfondo il cielo azzurro e il mare.
Il gonfalone in uso è un drappo rettangolare partito di azzurro e di bianco.

## Società

### Evoluzione demografica
Abitanti censiti

## Cultura

### Eventi
- Il 24 giugno festa di San Giovanni Battista
- Il 26 luglio festa di Sant'Anna (frazione Sant'Anna).
- La prima domenica di agosto festa dell'Immacolata (frazione di Belvedere)
- Ultimo giovedì di ottobre fiera del bestiame, la domenica seguente viene celebrata la festa del Santo Patrono San Giovanni Battista.
- L'8 dicembre Festa della SS. Immacolata Concezione (frazione Belvedere)
- Il suggestivo Presepe Vivente a cura dell'Associazione Leradicidelcuore - Oratorio "Aldo Palmisciano" (frazione Belvedere)
- Infiorata in occasione del Corpus Domini a cura dell'Associazione Leradicidelcuore - Oratorio "Aldo Palmisciano"

## Economia
Il settore economico prevalente è quello agricolo, soprattutto la produzione di vino e di olio nella zona collinare, alla quale si affianca il settore floro-vivaistico dell'area pianeggiante. Altra attività è quella artigianale concentrata nelle aree industriali del comune. La pesca è ormai un'attività modesta, come nel resto della Sicilia.
Merita una nota a parte il turismo. Sebbene il territorio sia affacciato sul Tirreno e disponga di un vasto lungomare con vista sulle isole Eolie, il settore turistico stenta a decollare. In più anche se nel territorio circostante sono presenti notevoli attrattive paesaggistiche (Laghetti di Marinello, Parco dei Nebrodi, etc.), anche di tipo archeologico (Rovine di Tindari, Rovine di Abacano, etc.) facilmente raggiungibili da Falcone, risulta una quasi totale assenza di strutture organizzative per turisti che vogliano visitare le bellezze del territorio.

## Infrastrutture e trasporti

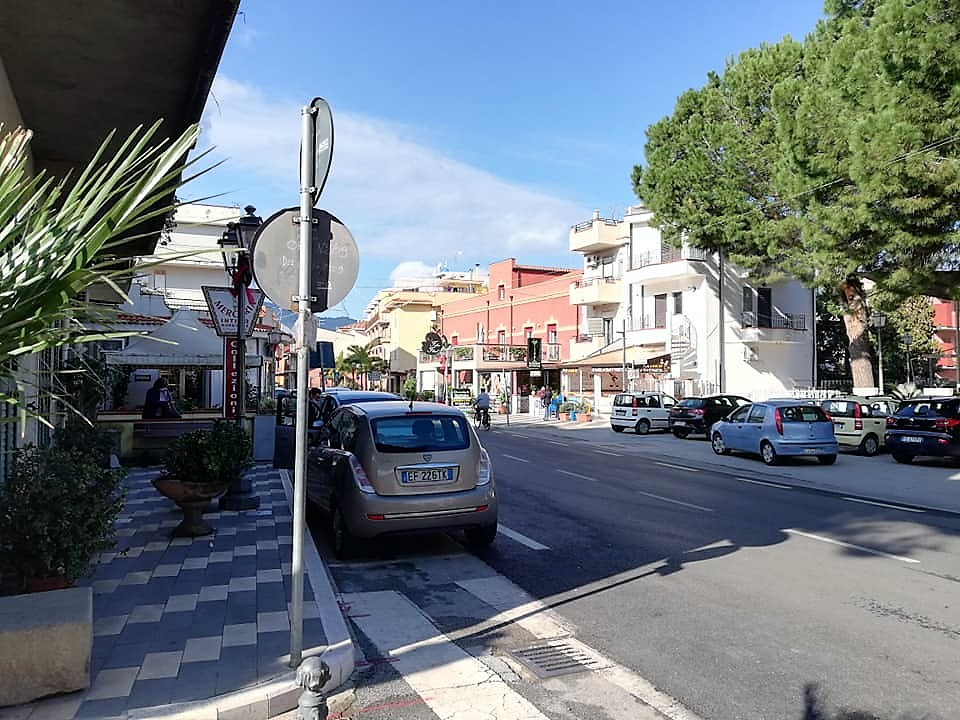
Uno scorcio della SS 113

### Strade

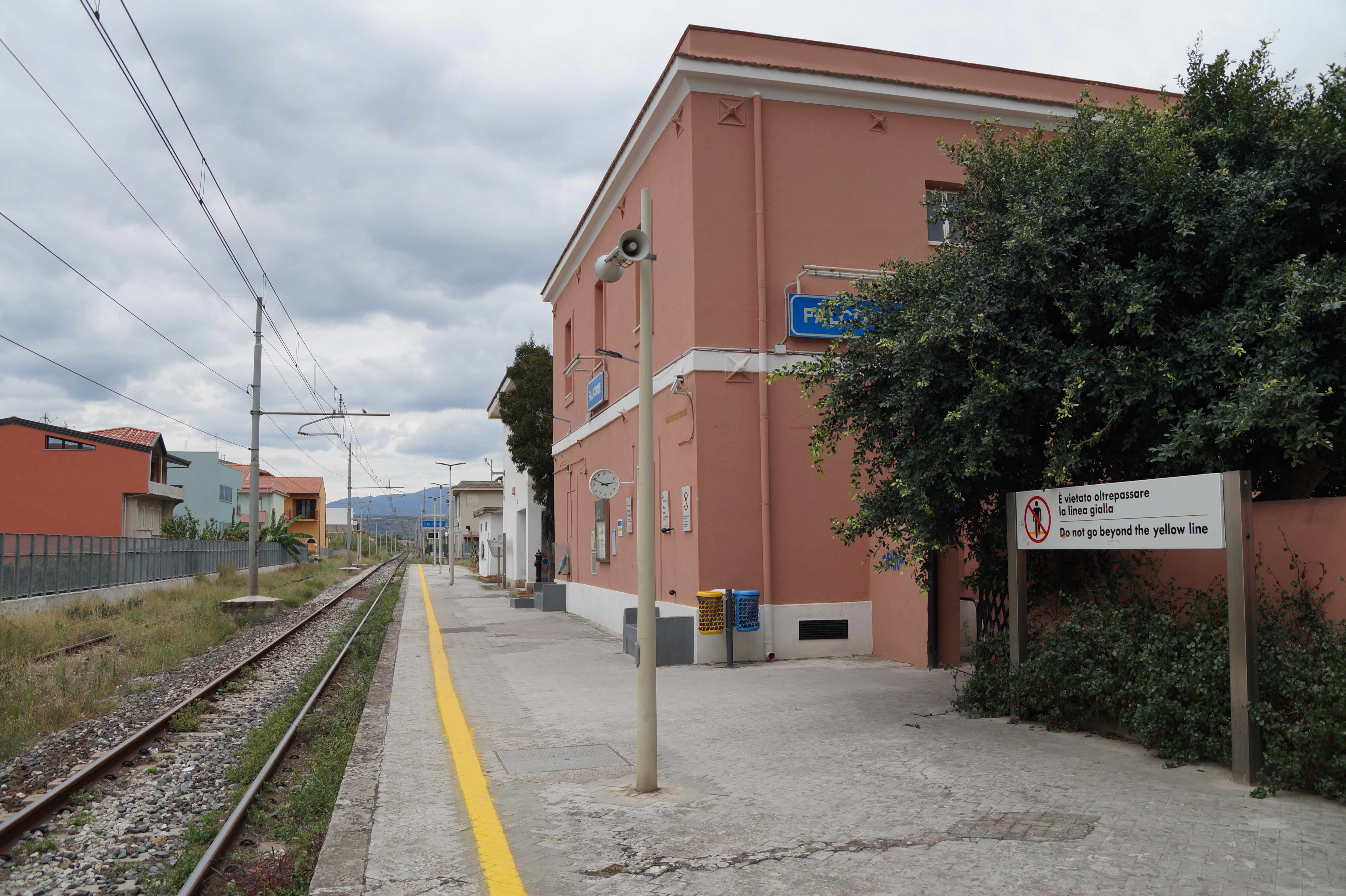
Stazione ferroviaria di Falcone

Falcone è interamente attraversato dalla 
Inoltre, il Comune è interessato anche dalle seguenti direttrici stradali:
- , che collega la frazione Belvedere
- , che collega il comune di Oliveri

Il Comune di Falcone è raggiungibile direttamente tramite il casello autostradale di  Falcone ,  Messina-Palermo.

### Ferrovie
Falcone è servito dalla ferrovia Palermo-Messina.
La stazione ferroviaria è situata in piazza Stazione, ove è disponibile il servizio di autotrasporto Uber prenotabile tramite App.

### Mobilità urbana
I trasporti interurbani vengono svolti con autoservizi di linea gestiti da AST.

## Amministrazione
| Periodo           | Periodo                       | Primo cittadino              | Partito | Carica                    | Note   |
| ----------------- | ----------------------------- | ---------------------------- | ------- | ------------------------- | ------ |
| 16 giugno 1857    | 18 giugno 1860                | Don Rocco Cattaneo           |         | Sindaco                   |        |
| 19 giugno 1860    | 18 giugno 1870                | Don Antonino Conti           |         | Sindaco                   |        |
| 19 giugno 1870    | 15 gennaio 1874               | Marco Ponzio                 |         | Sindaco                   |        |
| 16 gennaio 1874   | 25 ottobre 1882               | Vincenzo Parlavecchio        |         | Sindaco                   |        |
| 26 ottobre 1882   | 13 settembre 1883             | Giuseppe Arena               |         | Sindaco                   |        |
| 14 settembre 1883 | 2 maggio 1889                 | Marco Ponzio                 |         | Sindaco                   |        |
| 3 maggio 1889     | 12 giugno 1889                | Vincenzo Parlavecchio        |         | Sindaco                   |        |
| 13 giugno 1889    | 2 aprile 1902                 | Antonino Chiofalo            |         | Sindaco                   |        |
| 3 aprile 1902     | 31 luglio 1926                | Francesco Parlavecchio       |         | Sindaco                   |        |
| 1º agosto 1926    | 14 settembre 1937             | Rossi                        |         | Podestà                   |        |
| 15 settembre 1937 | 12 settembre 1939             | Ponzio                       |         | Sindaco                   |        |
| 13 settembre 1939 | 27 febbraio 1941              | Salvatore Piccolo            |         | Commissario Prefettizio   |        |
| 28 febbraio 1941  | 29 agosto 1943                | Giovanni Raffa               |         | Commissario Prefettizio   |        |
| 30 agosto 1943    | 19 giugno 1944                | Carmelo Alosi                |         | Sindaco                   |        |
| 1944              | 1948                          | Rosario Micari               |         | Sindaco                   |        |
| 1948              | 1950                          | Cesare Trifilò               |         | Sindaco                   |        |
| 1950              | 1952                          | Giuseppe Millemaci           |         | Sindaco                   |        |
| 1952              | 1954                          | Antonino Barone              |         | Sindaco                   |        |
| 1954              | 5 aprile 1968                 | Francesco Giuseppe Salpietro |         | Sindaco                   |        |
| 6 aprile 1968     | 6 ottobre 1968                | Gioacchino Imbesi            |         | Sindaco                   |        |
| 7 ottobre 1968    | 9 ottobre 1968                | Paolino Barone               |         | Commissario Reggente      |        |
| 10 ottobre 1968   | 9 aprile 1969                 | Ludovico Salpietro           |         | Commissario Straordinario |        |
| 10 aprile 1969    | 9 ottobre 1969                | Antonino Mazzeo              |         | Sindaco                   |        |
| 10 ottobre 1969   | 9 gennaio 1970                | Gioacchino Imbesi            |         | Sindaco                   |        |
| 10 gennaio 1970   | 9 luglio 1978                 | Rosario Calabrese            |         | Sindaco                   |        |
| 10 luglio 1978    | 20 giugno 1979                | Nicolò Scialabba             |         | Commissario Reggente      |        |
| 21 giugno 1979    | 25 giugno 1982                | Rosario Calabrese            |         | Sindaco                   |        |
| 26 giugno 1982    | 26 giugno 1983                | Onofrio Zaccone              |         | Commissario Reggente      |        |
| 27 giugno 1983    | 15 giugno 1988                | Carmelo Pirri                |         | Sindaco                   |        |
| 16 giugno 1988    | 22 giugno 1993                | Andrea Paratore              |         | Sindaco                   |        |
| 23 giugno 1993    | 30 novembre 1997              | Salvatore Chiofalo           |         | Sindaco                   |        |
| 1º dicembre 1997  |                               | Franco Campagna              |         | Sindaco                   |        |
|                   | 26 novembre 2000              | Salvatore Rocca              |         | Commissario Reggente      |        |
| 27 novembre 2000  | 11 giugno 2006                | Salvatore Chiofalo           |         | Sindaco                   |        |
| 12 giugno 2006    | 5 giugno 2016                 | Santi Cirella                |         | Sindaco                   |        |
| 6 giugno 2016     | 11 ottobre 2021               | Carmelo Paratore             |         | Sindaco                   |        |
| 12 ottobre 2021   | Sfiduciato il 25 Ottobre 2023 | Antonino Genovese            |         | Sindaco                   | [ 9 ]  |
| 8 Novembre 2023   | 10 Giugno 2024                | Domenica Ficano              |         | Commissario Straordinario | [ 10 ] |
| 10 Giugno 2024    | in carica                     | Carmelo Paratore             |         | Sindaco                   |        |

### Altre informazioni amministrative
Il comune di Falcone fa parte delle seguenti organizzazioni sovracomunali: regione agraria n.9 (Colline litoranee di Milazzo).

## Sport
Lo sport principale è il calcio. In passato a Falcone sono arrivate a coesistere ben 3 squadre diverse: l'ACR Falcone, il Nuovo Falcone 90 e la Polisportiva Audax. Grazie alla riforma dei campionati dilettantistici degli anni novanta l'ACR Falcone viene ammesso al campionato di Promozione, che è divenuto il campionato di secondo livello regionale, dove rimane fino alla stagione 1994-95. Ad oggi nessuna formazione ha mai disputato un torneo di massimo livello regionale, quello che attualmente viene denominato Campionato di Eccellenza Regionale.
Il Nuovo Falcone, dopo alterne vicende che lo hanno portato a competere nei campionati di I e di II categoria ed a vincere nel 1996 la Coppa Trinacria, nella stagione 2008-09 ottiene il passaggio al campionato di Promozione.
Dopo aver disputato la sua prima stagione in Promozione, cede il suo titolo sportivo all'ASD Atletico Igea (squadra sorta dalle ceneri dell'Igea Virtus Barcellona) che prenderà parte proprio al campionato di Promozione Siciliana 2010-11.
Il Pro Falcone ha disputato il suo primo campionato nella stagione 2009-2010 nella Terza Categoria, arrivando secondo e perdendo la finale dei play off. La stagione successiva ha ottenuto la promozione in Seconda Categoria.
Altri sport abbastanza praticati sono il ciclismo presente nel comune di Falcone con la Società Ciclistica Cambria erede della Società Ciclistica Cirella ed il pugilato grazie alla presenza della Pugilistica Saporito.